# No. 616 Squadron RAF
Le No. 616 (South Yorkshire) Squadron RAF est une unité de réserve de la Royal Auxiliary Air Force (en)(RAuxAF) affectée affectée actuellement à des missions ISTAR et basée à RAF Waddington. 
Formé le 1er novembre 1938, l'escadron est actif tout au long de la Seconde Guerre mondiale en tant qu'unité de chasse. Lors du déploiement des Gloster Meteors à la fin de la guerre, le 616e escadron est la première unité britannique entièrement équipée d'appareils à réaction. Il est dissout en 1957 avant d'être reformé sous sa forme actuelle en 2019.

## Histoire

### Formation
Le No. 616 Squadron RAF a été formé le 1er novembre 1938 à RAF Doncaster (en) et est d'abord constitué comme une unité de bombardiers, recevant des Hawker Hinds pour ce rôle. Il devient cependant rapidement une unité de chasse en recevant chasseurs biplans Gloster Gauntlet en janvier 1939. Des bombardiers légers monoplan Fairey Battle sont également livrés en mai 1939 pour des missions d'entraînement afin d'aider l'escadron à préparer son rééquipement en Supermarine Spitfire en octobre de la même année. Après un déménagement vers RAF Leconfield (en), la conversion du 616e escadron est terminée en novembre.
Il effectue ses premières sorties opérationnelles au-dessus de Dunkerque à la fin du mois de mai 1940. Pendant la première phase de la bataille d'Angleterre, le 616e escadron reste basé à Leconfield, avant d'être transféré le 19 août plus au sud, à RAF Kenley, pour se rapprocher de la ligne de front. Après avoir reçu des Spitfires Mk.II plus performants en février 1941, l'escadron participe à des sorties au-dessus de la France occupée depuis RAF Tangmere à partir d'avril et jusqu'en octobre. Jusqu'au milieu de la guerre, l'escadron reçoit périodiquement de nouveaux modèles de Spitfires et continue à effectuer des missions en France depuis le sud-ouest de l'Angleterre.

### Premier escadron de Gloster Meteors

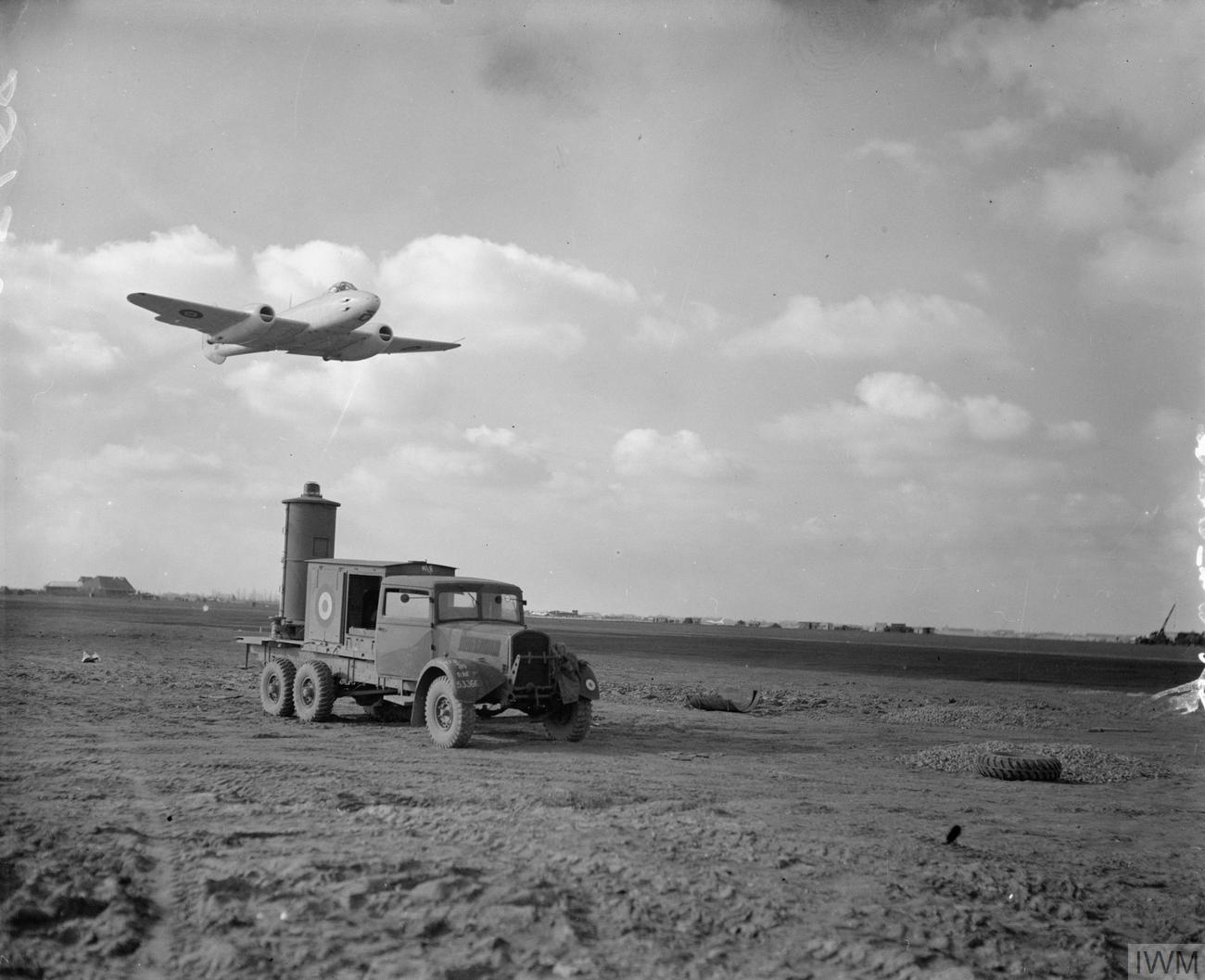
Meteor F Mark III du décollant de la base aérienne de B58/Melsbroek, en Belgique, 1945.

Le 12 juillet 1944, l'unité devient le premier escadron de la RAF à recevoir des chasseurs à réaction Gloster Meteor Mk.I, qui sont testés à RAF Culmhead (en). La première sortie opérationnelle de ces avions nouvelle génération a lieu le 27 juillet depuis RAF Manston pour intercepter des fusées V1 lancées contre le sud de l'Angleterre. Début août, les Meteors enregistrent leurs premiers succès face aux missiles allemands. Cependant, l'escadron perd trois appareils dans des accidents sur ce même mois d'août. En conséquence des défauts de fiabilité du premier modèle de Meteor, le 616e escadron est rééquipé de Mk.III en janvier 1945 avant d'être envoyé le mois suivant sur la base aérienne de Melsbroek, près de Bruxelles, en Belgique. Les pilotes de l'escadron ne rencontrent jamais leurs homologues allemands, les Me 262, bien qu'il se soit agi de leur mission principale. Au début du mois d'avril, l'escadron complet est transféré à la base aérienne de Gilze-Rijen, aux Pays-Bas, et enchaîne les missions d'attaque au sol à partir du 16 avril. Le 616e escadron disparaît officiellement le 29 août 1945 lorsqu'il est renuméroté pour devenir le No. 263 Squadron RAF (en), reprenant les traditions d'un escadron dissous peu de temps auparavant lorsque ses pilotes avaient été démobilisés,,.

### Après-guerre
Le No. 616 Squadron RAF est officiellement reformé à RAF Finningley sous le nom de South Yorkshire Squadron le 10 mai 1946, avec des volontaires recrutés progressivement au cours des mois suivants jusqu'à son incorporation réelle à la Royal Air Force le 11 juillet 1946. Il se voit attribuer le rôle d'unité de chasse de nuit au sein du Reserve Command et les premiers Mosquito T.3  sont reçus en octobre, mais ce n'est qu'en janvier 1948 que des Mosquito NF.30 véritablement opérationnels sont livrés à Finningley.

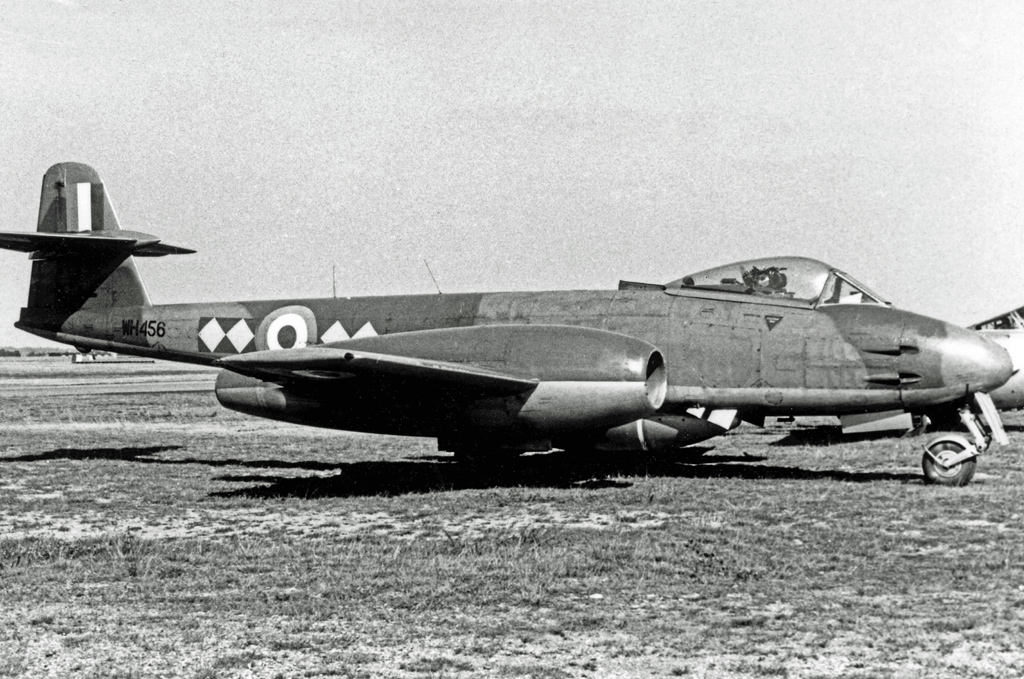
Gloster Meteor F.8 du No. 616 Squadro en 1955 portant les marques distinctives de l'unité.

À la fin de 1948, le 616e escadron redevient une unité de chasse de jour et commence à recevoir des Meteor F.3 en janvier 1949. La conversion au Meteor F.8 a lieu en décembre 1951. L'escadron déménage sa base à RAF Worksop (en) le 23 mai 1955, où il est dissous comme toutes les unités de la Royal Auxiliary Air Force (en) entre janvier et mars 1957,.

### Réactivation et rôle actuel
En avril 2019, un nouvel escadron est formé à RAF Waddington et reprend le numéro et les traditions du 616e escadron . Il est affecté à la force de renseignement, de surveillance, d'acquisition de cibles et de reconnaissance (ISTAR) de la RAF, rôle qu'il remplit toujours en 2022.